# Mesc

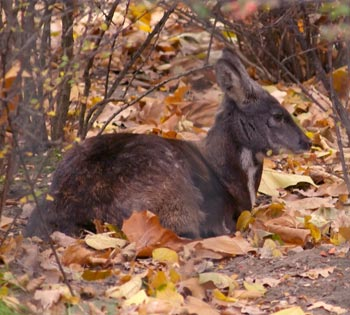
Cérvol mesquer

El mesc és el nom que originàriament es donava a un perfum obtingut d'una glàndula del mascle del cérvol mesquer, i després el nom es va aplicar a altres animals (bou mesquer, gat mesquer…) i també a plantes amb una olor similar. La paraula mesc o almesc ve de l'àrab clàssic al-misk, i aquest del pahlavi musk  i del sànscrit muskà, que significa testicle.
La varietat que es comercialitza és la secreció del cérvol mesquer, però l'olor es troba també en el bou mesquer, en la rata mesquera de l'Índia i Europa, en l'ànec mesquer ( Biziura lobata ) del sud d'Austràlia, en la musaranya mesquera, l'escarabat mesquer ( Calichroma moschata ), al caiman d'Amèrica Central, i en altres animals.
En el regne vegetal es troba a l'espècie nord-americana Mimulus moschatus, a l'espècie australiana Olearia argophylla i en les llavors de la planta de l'Índia Abelmoschus moschatus (llavors de mesc).
Per obtenir el perfum del cérvol mesquer, es mata l'animal i s'extreu completament la glàndula, deixant-la assecar, bé al sol, sobre una pedra calenta, o bé submergint-la en oli calent. S'ha de tenir en compte que l'almesc pur té una olor molt intensa gairebé insuportable per l'olfacte humà, per aquest motiu l'almesc s'aplica en dosis molt petites als perfums. Es considera que aquests perfums resulten excitants, ja que posseeixen molècules de tipus feromona, emprades com esquer sexual i per marcar el territori.

## Morfologia
El mesc animal és de color porpra fosc, sec, suau i untuós al tacte, i de gust amarg. Un gram dona una olor característica a milions de metres cúbics d'aire sense pèrdua apreciable de pes. La seva aroma és més penetrant i persistent que la de qualsevol altra substància coneguda. A més dels principis d'olor, conté amoníac, colesterol i greixos, entre altres substàncies. En perfums dona força i permanència a les essències dels vegetals.
Se'n coneixen tres tipus:
1. Tong-king, xinès o tibetà, importat de la Xina, el més valuós;
2. Assamès o nepalès, menys valuosos;
3. Karbardino o rus (siberià), importat de l'Àsia central a través de Rússia, el menys valuós.

El mesc Tong-king s'exporta en petits recipients ricament decorats amb filigranes d'estany o plom, on el perfum està segellat; s'envia directament al comerciant per correu.
El mesc és d'un color porpra fosc, sec, suau i untuós al tacte, i amarg al gust. A més dels seus principis odorífers, conté amoníac, colesterol, matèria grassa, i altres principis animals. Com a matèria primera en perfumeria, és de la major importància, donant força i permanència a les essències vegetals amb la seva olor poderós i durador, sent així ingredient en molts perfums compostos.
S'han sintetitzat nombrosos productes que segreguen aromes similars al natural. El primer de tots va ser obtingut per Baur el 1888 condensant toluè amb bromur d'isobutil en presència de clorur d'alumini, i nitrats posteriorment el producte així obtingut. És un ter - butilnitrotoluè. S'han creat moltes fórmules similars, i s'observa que l'olor depèn de l'isòmer o barreja d'isòmers obtinguda.
Fins al segle xix s'havia obtingut el mesc d'origen natural, i era la substància més cara d'origen animal. Per raons ètiques de maltracte als animals, als quals s'ha de matar per obtenir-ne una petita quantitat, actualment s'obté mesc sintètic per síntesi química. El compost orgànic responsable de l'olor del mesc es diu muscona. Actualment l'ús del mesc natural està limitat a la medicina xinesa tradicional.